# Campionati mondiali di pattinaggio di velocità su distanza singola 2023
I Campionati mondiali di pattinaggio di velocità su distanza singola 2023 sono stati la 22ª edizione della manifestazione. Si sono svolti dal 2 al 5 marzo 2023 al Thialf di Heerenveen, nei Paesi Bassi.

## Programma
| Giorno  | Ora (UTC+1) | Gara                                |
| ------- | ----------- | ----------------------------------- |
| 2 marzo | 18:20       | 3000 m donne                        |
| 2 marzo | 19:35       | 5000 m uomini                       |
| 2 marzo | 21:25       | Sprint a squadre donne              |
| 2 marzo | 21:42       | Sprint a squadre uomini             |
| 3 marzo | 19:05       | Inseguimento a squadre donne        |
| 3 marzo | 19:30       | Inseguimento a squadre uomini       |
| 3 marzo | 20:14       | 500 m uomini                        |
| 3 marzo | 20:53       | 500 m donne                         |
| 4 marzo | 13:36       | Semifinali partenza in linea uomini |
| 4 marzo | 14:22       | Semifinali partenza in linea donne  |
| 4 marzo | 15:13       | 1000 m uomini                       |
| 4 marzo | 15:57       | 1000 m donne                        |
| 4 marzo | 16:58       | Finale partenza in linea uomini     |
| 4 marzo | 17:19       | Finale partenza in linea donne      |
| 5 marzo | 12:45       | 1500 m donne                        |
| 5 marzo | 13:45       | 1500 m uomini                       |
| 5 marzo | 14:28       | 5000 m donne                        |
| 5 marzo | 15:35       | 10000 m uomini                      |

## Podi

### Uomini
| Evento                            | Oro                                                               | Tempo    | Argento                                                   | Tempo    | Bronzo                                                                    | Tempo    |
| 500 m (dettagli)                  | Jordan Stolz                                                      | 34"10    | Laurent Dubreuil                                          | 34"46    | Wataru Morishige                                                          | 34"48    |
| 1000 m (dettagli)                 | Jordan Stolz                                                      | 1'07"11  | Thomas Krol                                               | 1'07"78  | Cornelius Kersten                                                         | 1'08"02  |
| 1500 m (dettagli)                 | Jordan Stolz                                                      | 1'43"59  | Kjeld Nuis                                                | 1'43"82  | Thomas Krol                                                               | 1'44"30  |
| 5000 m (dettagli)                 | Patrick Roest                                                     | 6'08"94  | Davide Ghiotto                                            | 6'11"12  | Bart Swings                                                               | 6'13"06  |
| 10000 m (dettagli)                | Davide Ghiotto                                                    | 12'41"35 | Jorrit Bergsma                                            | 12'55"64 | Ted-Jan Bloemen                                                           | 13'01"84 |
| Inseguimento a squadre (dettagli) | Paesi Bassi Patrick Roest Beau Snellink Marcel Bosker             | 3'38"26  | Canada Connor Howe Antoine Gélinas-Beaulieu Hayden Mayeur | 3'38"43  | Norvegia Peder Kongshaug Allan Dahl Johansson Sverre Lunde Pedersen       | 3'40"93  |
| Sprint a squadre (dettagli)       | Canada Cristopher Fiola Laurent Dubreuil Antoine Gélinas-Beaulieu | 1'19"26  | Paesi Bassi Merijn Scheperkamp Hein Otterspeer Wesly Dijs | 1'19"67  | Norvegia Bjørn Magnussen Henrik Fagerli Rukke Håvard Holmefjord Lorentzen | 1'19"80  |
| Partenza in linea (dettagli)      | Bart Swings                                                       | 60 pt.   | Bart Hoolwerf                                             | 40 pt.   | Andrea Giovannini                                                         | 23 pt.   |

### Donne
| Evento                            | Oro                                                      | Tempo   | Argento                                              | Tempo   | Bronzo                                                  | Tempo   |
| 500 m (dettagli)                  | Femke Kok                                                | 37"28   | Vanessa Herzog                                       | 37"33   | Jutta Leerdam                                           | 37"54   |
| 1000 m (dettagli)                 | Jutta Leerdam                                            | 1'13"03 | Antoinette Rijpma-De Jong                            | 1'14"26 | Miho Takagi                                             | 1'14"37 |
| 1500 m (dettagli)                 | Antoinette Rijpma-De Jong                                | 1'53"54 | Ragne Wiklund                                        | 1'54"30 | Miho Takagi                                             | 1'54"39 |
| 3000 m (dettagli)                 | Ragne Wiklund                                            | 3'56"86 | Irene Schouten                                       | 3'57"40 | Martina Sáblíková                                       | 3'58"35 |
| 5000 m (dettagli)                 | Irene Schouten                                           | 6'41"25 | Ragne Wiklund                                        | 6'46"15 | Martina Sáblíková                                       | 6'47"78 |
| Inseguimento a squadre (dettagli) | Canada Valérie Maltais Ivanie Blondin Isabelle Weidemann | 2'54"58 | Giappone Momoka Horikawa Ayano Sato Sumire Kikuchi   | 2'57"30 | Stati Uniti Mia Kilburg Giorgia Birkeland Brittany Bowe | 3'00"39 |
| Sprint a squadre (dettagli)       | Canada Brooklyn McDougall Carolina Hiller Ivanie Blondin | 1'26"29 | Stati Uniti McKenzie Brownie Erin Jackson Kimi Goetz | 1'26"58 | Cina Zhang Lina Jin Jingzhu Li Qishi                    | 1'27"86 |
| Partenza in linea (dettagli)      | Marijke Groenewoud                                       | 66 pt.  | Ivanie Blondin                                       | 40 pt.  | Irene Schouten                                          | 22 pt.  |

## Medagliere
| Pos.   | Paese         | Oro | Argento | Bronzo | Totale |
| ------ | ------------- | --- | ------- | ------ | ------ |
| 1      | Paesi Bassi   | 7   | 7       | 3      | 17     |
| 2      | Canada        | 3   | 3       | 1      | 7      |
| 3      | Stati Uniti   | 3   | 1       | 1      | 5      |
| 4      | Norvegia      | 1   | 2       | 2      | 5      |
| 5      | Italia        | 1   | 1       | 1      | 3      |
| 6      | Belgio        | 1   | 0       | 1      | 2      |
| 7      | Giappone      | 0   | 1       | 3      | 4      |
| 8      | Austria       | 0   | 1       | 0      | 1      |
| 9      | Rep. Ceca     | 0   | 0       | 2      | 2      |
| 10     | Cina          | 0   | 0       | 1      | 1      |
| 10     | Gran Bretagna | 0   | 0       | 1      | 1      |
| Totale | Totale        | 16  | 16      | 16     | 48     |